# Cocoa Beach
Cocoa Beach és una població dels Estats Units a l'estat de Florida. Segons el cens de l'1 de juliol de 2008 tenia 11.920 habitants.

## Demografia
Segons el cens del 2000, Cocoa Beach tenia 12.482 habitants, 6.529 habitatges, i 3.532 famílies. La densitat de població era de 985,5 habitants per km².
Dels 6.529 habitatges en un 12,9% hi vivien nens de menys de 18 anys, en un 45,5% hi vivien parelles casades, en un 5,8% dones solteres, i en un 45,9% no eren unitats familiars. En el 38,3% dels habitatges hi vivien persones soles el 18,7% de les quals corresponia a persones de 65 anys o més que vivien soles. El nombre mitjà de persones vivint en cada habitatge era d'1,91 i el nombre mitjà de persones que vivien en cada família era de 2,47.
Per edats la població es repartia de la següent manera: un 12,2% tenia menys de 18 anys, un 3,8% entre 18 i 24, un 22% entre 25 i 44, un 27,6% de 45 a 60 i un 34,4% 65 anys o més.
L'edat mediana era de 54 anys. Per cada 100 dones de 18 o més anys hi havia 96,4 homes.
La renda mediana per habitatge era de 42.372 $ i la renda mediana per família de 51.795 $. Els homes tenien una renda mediana de 39.418 $ mentre que les dones 27.113 $. La renda per capita de la població era de 28.968 $. Entorn del 3,7% de les famílies i el 6,5% de la població estaven per davall del llindar de pobresa.

## Poblacions més properes
El següent diagrama mostra les poblacions més properes.